# Burmannia sanariapoana
Burmannia sanariapoana là một loài thực vật có hoa trong họ Burmanniaceae. Loài này được Steyerm. mô tả khoa học đầu tiên năm 1951.